# Bahrainbukten
Bahrainbukten (arabiska: خَلِيج اَلْبَحْرَيْن, Khalij al-Bharayn) är en vik i Persiska viken, som begränsas av Qatarhalvöns västkust och Saudiarabien. I vikens yttre del ligger Bahrains huvudö.

## Byggnadsverk
I Bahrain har man vunnit land genom att fylla ut havsområden med sand och sten. King Fahd Causeway är en broförbindelse mellan Bahrain och al-Khubar i Saudiarabien, som invigdes på 1980-talet.

## Ekologi och naturvård
Liksom hela Persiska viken är Bahrainbukten ganska grund och vattentemperaturen växlar starkt från sommar till vinter. Det finns sjögräsbottnar där dugong och sköldpaddor lever, dessutom korallrev och mangroveområden. Bahrain har naturskyddat fyra områden, däribland vattnen kring Hawaröarna.